# Raków Duży
Raków Duży [pronunciación en polaco: /ˈrakuf ˈduʐɨ/] es un pueblo en el distrito administrativo de Gmina Moszczenica, dentro del condado de Piotrków, Voivodato de Łódź, en el centro de Polonia. Se encuentra a unos 6 kilómetros al sur de Moszczenica, 7 kilómetros al noreste de Piotrków Trybunalski, y 41 kilómetros al sureste de la capital regional Łódź.
El pueblo tiene una población de 150 habitantes.